# Miitopia
Miitopia est un jeu vidéo de rôle développé par Nintendo EPD et édité par Nintendo, sorti sur Nintendo 3DS le 8 décembre 2016 au Japon et sorti le 28 juillet 2017 dans le reste du monde. Miitopia a été porté avec quelques améliorations sur la Nintendo Switch le 21 mai 2021. Il met en scène les Mii, avatars virtuels créés par Nintendo 
Il a été annoncé lors du Nintendo Direct du 17 février 2021 que le jeu serait disponible en version remasterisée avec quelques nouvelles fonctionnalités (comme le maquillage de mii ou les chevaux) sur Nintendo Switch dès le 21 mai 2021. De plus, comme pour la version sur Nintendo 3DS, une démo gratuite est disponible partout dans le monde depuis le 27 avril sur le Nintendo eShop.

## Trame
L'aventure de Miitopia prend place dans un monde imaginaire et fantastique peuplée par les Miis.
Ce monde est en proie à une malédiction causée par l'avatar du mal, celle-ci cause la perte des visages de ces habitants qui se retrouvent sur des monstres.
Notre Mii, un voyageur, se retrouve au moment où l'avatar du mal vole des visages d'habitants de la ville d'Udébu, une mère nous demande d'aller sauver le visage de son enfant et nous donne un porte-bonheur, ce porte-bonheur s'active face au monstre auquel le visage de l'enfant a été fusionné par l'avatar du mal, une voix en émane et nous donne la possibilité d'avoir une classe, après le monstre battu, la voix nous demande d'aller sauver Miitopia en arrêtant l'avatar du mal.

## Système de jeu
Dans Miitopia, le joueur est aux commandes de son Mii, qui est le héros principal.
De plus, tout au long de l'aventure, différents Mii viennent le rejoindre dans son équipe pour lui prêter main-forte.
Le joueur a ainsi le choix des Mii, il peut les concevoir directement dans le jeu, mais aussi les importer depuis l'éditeur Mii, de Tomodachi Life (seulement sur 3DS), ou ceux de Miitomo, il peut aussi lire les QR CODE des Mii des autres joueurs.
Sur Nintendo Switch, une bibliothèque de Miis créés par la communauté est disponible.
Les Miis rejoignant l'équipe ont une classe (six au début du jeu, d'autres seront disponibles au fur et à mesure de l'avancement jusqu'à quatorze) et une personnalité (au nombre de sept, chacune est susceptible de provoquer aléatoirement des actions positives ou négatives).
Chaque équipier peut avoir des armes et des tenues spécifiques à chaque classe qui augmentera leurs statistiques.
Les niveaux se passent automatiquement mais sont coupés par des événements :
- changements de chemin ;
- combats ;
- événements entre les Miis ;
- trésors.

Les combats s'effectuent au tour par tour. Le joueur doit vaincre les monstres pour remporter la victoire.
En combat, les équipiers peuvent attaquer un monstre ou utiliser une technique spéciale spécifique à chaque classe, elle peut faire plus de dégâts, affaiblir un monstre ou encore soigner un équipier mais utilisera des PM (Points de magie).
Lorsque tous les équipiers n'ont plus de PV (point de vie), le combat est perdu et le niveau doit être recommencé.
À la fin d'un combat, les Miis reçoivent des points d'expérience, des Goldus (monnaie du jeu) et de la nourriture correspondant au monstre battu, la nourriture ingéré augmentent les statistiques des Miis.
Lorsqu'ils gagnent un niveau d'expérience, les statistiques sont légèrement améliorées et peuvent apprendre une technique spéciale.
À la fin d'un niveau, les Miis vont se reposer dans une auberge, les PV et PM perdus sont récupérés et les Miis dans la même pièce gagnent de l'amitié, des événements peuvent arriver entre Miis.
L'amitié permettent aux Miis de pouvoir s'aider en combat, par exemple en aidant l'autre lors d'une technique spéciale ou d'avertir quelqu'un d'une attaque.
Seuls quatre Miis peuvent rejoindre l'équipe, seuls dix Miis peuvent être dans l'auberge et seuls cent Miis peuvent rejoindre l'hôtel (disponible à la fin du jeu).

## Développement
Miitopia a été présenté le 2 novembre 2016 à l'occasion d'un « Nintendo Direct » consacré à Animal Crossing.

## Accueil

### Critiques
Jeuxvideo.com a attribué la note de 14 sur 20 et reproche le manque de profondeur et la répétitivité. Le jeu est a cependant été valorisé sur sa forme.

Selon Media Create, le portage sur Switch a débuté à la première place en Corée du Sud. 

### Ventes
Miitopia a été vendu (en version Nintendo Switch) environ 1,79 million d'exemplaires. Au Japon, il y eut 34 451 de ventes de jeux physiques.